# Донецкая республика (организация)
Общественное движение «Донецкая республика» (укр. Громадський рух «Донецька республіка») — общественно-политическая организация в самопровозглашённой Донецкой Народной Республике пророссийской направленности, запрещённая на территории Украины. Являлось наиболее многочисленным движением в ДНР, имело крупнейшую фракцию в Народном Совете ДНР (до 2023 года).
7 апреля 2014 года была основана Донецкая городская, а 8 марта — областная организация. Деятельность «Донецкой республики» на Украине была запрещена в 2007 году решением суда. После того, как украинские власти утратили контроль над частью Донецкой области, где в апреле 2014 года была провозглашена Донецкая Народная Республика, данный запрет фактически перестал действовать, и возродившаяся общественная организация (партия) превратилась в одну из влиятельнейших сил ДНР. В частности, она стала одной из двух организаций, которые соответствовали всем требованиям ЦИК ДНР, и она, наряду с партией «Свободный Донбасс», приняла участие в непризнанных всеобщих выборах в Донецкой Народной Республике 2 ноября 2014 года. В результате выборов стала правящей партией в ДНР.
За «участие в незаконных „выборах“» движение находится под международными санкциями Евросоюза, Великобритании, Канады и ряда других стран.

## История

### Зарождение

Первый флаг «Донецкой республики» (2005)

17—22 ноября 2006 года, в дни второй годовщины Оранжевой революции, активисты организации проводили митинги в Донецке, собирали подписи за создание Донецкой Республики. Впрочем, эта инициатива не была поддержана даже основным оппонентом Ющенко, Виктором Януковичем.
В начале 2007 года представители «Донецкой республики» провели ряд акций в разных городах восточной Украины, пропагандируя идеи федерализации страны.

### Запрет, подпольная деятельность и вооружённый захват Донецкой ОГА в 2014 году

Флаг «Донецкой республики» до весны 2014 года

12 ноября 2007 года, согласно решению Донецкого окружного административного суда, деятельность «Донецкой республики» на территории Украины была запрещена, а против её лидеров возбуждены уголовные дела. Впрочем, организация продолжила существовать подпольно, хотя прежней активности не проявляла, ограничиваясь единичными акциями.
В 2008 году в социальной сети ВКонтакте была создана группа «Донецкая республика», ставшая основным центром общения сторонников запрещённой организации и сыгравшая определённую катализирующую роль в развитии событий на востоке Украины в 2014 году. Сообщество начало вести активную агрессивную пропаганду, особенно среди молодого населения Донецкой области.
9 февраля 2009 года активисты «Донецкой республики» распространили заявление о том, что отныне Донбасс и Херсонская область являются «независимым суверенным русским федеративным государством». Согласно декларации о независимости, носителем и гарантом суверенитета «Донецкой республики» является народ. В октябре того же года лидер «Донецкой республики» Александр Цуркан обвинил Президента Украины Виктора Ющенко в «подготовке вооружённого нападения на Кубань, войны с Россией и геноцида русских». 11 декабря Служба безопасности Украины завершила расследование уголовного дела, по результатам которого три члена организации подлежали осуждению на срок от 2 до 5 лет.
1 июня 2012 года члены организации открыли собственное «посольство» в штаб-квартире «Евразийского союза молодёжи» в Москве, где занимались выдачей паспортов граждан «Донецкой республики». По словам принимающей стороны, этот шаг мог бы послужить «дальнейшему укреплению связей жителей Донецкой Республики и остальной России, делу воссоединения искусственно разделённых в 1991 году земель исторической России».
4 апреля 2013 года активисты «Донецкой республики» сорвали проведение украинско-американского семинара по IT из-за того, что открывал его посол США на Украине Джон Теффт. По мнению активистов, конференция была устроена для подготовки к революции.
Активизировалась организация ближе к событиям 2014 года. В конце 2012 года «Донецкая республика» организовала в Донецке конференцию «Донбасс в евразийском проекте».
1 марта 2014 года во время пророссийских митингов в Донецке представители и вооруженные боевики запрещённой на Украине организации «Донецкой республики» присоединились к самопровозглашённому «народному губернатору Донбасса» Павлу Губареву, требуя отставки Андрея Шишацкого, позже вооруженные боевики совместно с демонстрантами штурмовали здание Донецкой ОГА. Демонстранты совместно с боевиками требовали провести референдум о выходе Донецкой области из состава Украины, спустили с флагштока флаг Украины и заменили его российским флагом.
19 марта 2014 года Служба безопасности Украины задержала по подозрению в сепаратистской деятельности лидера «Донецкой республики» Андрея Пургина, который уже через три дня был освобождён.

### Возрождение организации

Схема мест в Народном Совете ДНР:
«Донецкая Республика» (68)
«Свободный Донбасс» (32)

7 апреля 2014 года, в связи с утратой Украиной контроля над частью Донецкой области и провозглашением ДНР, организация восстановила свою деятельность.
3 ноября председатель Центральной избирательной комиссии ДНР Роман Лягин огласил итоги выборов депутатов Народного Совета: «Донецкая республика» набрала 64,43 %, «Свободный Донбасс» — 27,75 %. Народный совет был избран сроком на четыре года в количестве 100 депутатов, из них «Донецкая республика» получил 68 депутатских мандатов, «Свободный Донбасс» — 32 мандата.
Летом-осенью 2015 года в организации произошёл раскол, связанный с отставкой Андрея Пургина из Народного Совета ДНР, который был изначальным создателем и идеологом организации. События развивались на фоне конфликта Андрея Пургина, занимавшего пост руководителя Народного Совета и его заместителя Дениса Пушилина, стремившегося перехватить рычаги управления. В настоящее время существуют две одноимённые организации «Общественное движение „Донецкая республика“» (руководитель Центрального исполкома Волкова Н. М.) и «Донецкая республика» (председатель Пургин А. Е.). Первая организация является руководящей политической силой ДНР, представленной депутатами во всех уровнях власти, а вторая, объединяющая активистов времён Ющенко-Януковича, — вернулась к оппозиционному состоянию 2013 года.

### После 2022 года
23 июля 2022 года общественное движение «Донецкая Республика» и партия «Единая Россия» подписали соглашение о сотрудничестве, документ подписали секретарь генерального совета партии «Единая Россия» Андрей Турчак и глава Донецкой Народной Республики Денис Пушилин. С сентября 2022 года был начат приём заявлений от членов движения, по сведениям ОД «Донецкая Республика» через год уже более 67 000 их активистов вступили в ряды партии «Единая Россия».